# Pepe Marchena (Niño de Marchena)
José Tejada Martín (Marchena, Sevilla, 7 de noviembre de 1903-Sevilla, 4 de diciembre de 1976), conocido como Pepe Marchena o el Niño de Marchena, fue un cantaor flamenco español. Fue uno de los grandes en la época de la Ópera Flamenca, destacando con estilos como fandangos, tarantas y malagueñas.[cita requerida] Creó la colombiana, único palo flamenco creado en el siglo XX e introdujo recitativos en el cante y mezcló diversos estilos.

## Biografía
Fue bautizado como José Tejada Martín, con ambos apellidos de la madre, debido a que esta lo tuvo siendo soltera. Su padre, labrador por cuenta ajena y guarda ocasional de la Fuente de las Cadenas, cantaba muy bien, especialmente por tarantas. Este estilo lo cantó después Niño de Marchena o Pepe Marchena, como también se le llamaba, denominándolo "tarantas de Marchena". Sobre los ocho años se coloca en una herrería y realiza otros pequeños trabajos con los que aportar algo a su casa; por la noche trabaja también ayudando en la taberna de Perea, que era primo de su padre. Esta plena dedicación a los trabajillos que le salían impidió su educación. No aprendió a leer ni a escribir, como tantos niños de su condición social en aquella época. No obstante, su gran inteligencia natural le permitió sobresalir desde pequeño y alcanzar las metas que se fue marcando en su vida. Su curiosidad por todo le hacía acercarse siempre a los mayores, de forma que llegó a poseer la sabiduría que da la lucha por la vida.
Por esta razón a su corta edad le pusieron "La Vieja", apodo éste por el que se le conocería entre los compañeros de profesión aún en los años en que ya era un cantaor conocido.
Como su afición era el cante, los oficios que realizaba durante el día los compatibilizaba con las actuaciones por las noches en las tabernas, en contra de la oposición de su padre. Pero el impulso interior de su afición lo fue despegando poco a poco de sus oficios manuales y lo dirigió por la senda del arte. Y así empezó por hacer excursiones por los pueblos cuando apenas contaba doce años: Morón de la Frontera, Écija, Osuna... En Fuentes surgió su primer contrato con carácter fijo, pero la presentación más importante para su carrera ocurrió en Sevilla, en el Café de Novedades. Lo cuenta Eugenio Cobo: "Bailaba todavía en Novedades "La Macarrona". Uno de los días están de espectadores tres chiquillos con sus familiares y amigos. En aquella época no era raro que, a petición de los amigos, un espectador subiese a las tablas del café, y de esa manera debutaron El Carbonerillo, Pepe Pinto y el Niño de Marchena, que se quedó actuando unas semanas".
Su nombre iba siendo conocido y debuta en diversas ciudades: Córdoba, Badajoz... Actuando en esta última en el salón de La Lipa, coincide con la presentación de la Compañía de Rosario Pino, que representaba en el Teatro López de Ayala la obra de los Hermanos Álvarez Quintero Amores y Amoríos. A Pepe Marchena le gustó la obra y solicitó que le hicieran una copia del pasaje de "La Rosa". Cuando le preguntaron para qué lo quería, contestó resuelto: "Para cantarla yo".
El año 1925 grabaría por primera vez "La Rosa" convirtiéndose desde entonces en el número más solicitado de Marchena.
Según Eugenio Cobo, la amistad de Pepe Marchena con el cantaor Rafael Pareja hace que éste le muestre su creación de un fandango basado en los aires huelvanos. Pocos años después, Marchena lo divulgará por toda España y lo presentará como fandango de Rafael Pareja. Al conocerlo Rafael "El Gloria" le gusta mucho este estilo y lo populariza, quedando para siempre como fandangos de "El Gloria", aunque la creación fue de Pareja y el lanzamiento de Pepe Marchena.
El propio Rafael Pareja recomienda a Marchena para que debute en Madrid, acontecimiento que sucede en el año 1921 en el merendero "Casa Juan", sito en La Bombilla. Se presenta junto con El Canario de Colmenar y La Lavandera. Obtiene un gran éxito y al año siguiente el empresario Juan Carcellé lo lleva a La Latina, con un sueldo de doscientas pesetas diarias, de aquellos tiempos. Es el momento en que graba su primer disco y en 1924 toma parte en la representación del sainete "Málaga ciudad bravía", que se presenta en el Teatro Martin. Pepe Marchena, junto con Ramón Montoya, monta una pieza andaluza en el segundo acto.
Consiguen un gran éxito. Es la consagración definitiva de Marchena en Madrid. En el año 1925, durante la inauguración del Hotel Alfonso XIII en Sevilla, se produce otra actuación histórica en la carrera de Marchena; actúa en presencia de los Infantes Don Carlos y Doña Luisa y en el mismo acto intervienen Antonio Chacón, Ramón Montoya y otros artistas. Después continúan las giras con éxito por toda España.
Un hecho que se cita siempre al repasar la vida de este cantaor es la creación de la colombiana. Según el guitarrista Rafael Nogales, esa música la sacó Pepe Marcheba de una canción vasca. Se refiere en concreto a "El pájaro carpintero". Sabicas, por otra parte, cuenta que estaba Marchena por todos los bares tarareando músicas, tratando de desarrollarlas, de imponerles un sello propio. Una de las veces se sorprendió porque la música que estaba cantiñeando no la conocía y le preguntó qué era aquello que nunca lo había escuchado. "Son colombianas", respondió el Niño de Marchena al Niño Sabicas. Y como colombianas se quedó por bautizo de su creador, como podría haberle colocado cualquier otro nombre.
La vida artística y personal del Niño de Marchena a partir de los años veinte es impresionante: actuaciones individuales y con compañía en toda clase de locales, grabaciones de discos, actuaciones en películas y, sobre todo, el espectáculo flamenco trasplantado al teatro. Lo que en la historia del cante flamenco se conoce con el nombre de la "Opera Flamenca". Sería agobiante relacionar una mínima parte de su vida artística.
Su gira de conciertos de 1936 fue interrumpida por la Guerra Civil en la provincia de Jaén, residiendo durante los años que duró la contienda en la localidad de Arquillos, cercana a Linares, desde la que continuó con sus giras y conciertos benéficos por toda España.
Digamos como síntesis que el Niño de Marchena fue un personaje peculiar y único en el flamenco, aparte de la controversia que suscitó su irrupción en el cante por caminos ajenos a la ortodoxia.

### La premonición de don Antonio Chacón en la Copa Pavón
El 25 de abril de 1925 abre las puertas el Teatro Pavón en Madrid, y para el 11 de agosto del mismo año convocó un concurso de cante jondo con un primer premio de cinco mil pesetas. Los artistas que participaron fueron Niño de Marchena, Cojo de Málaga, Niño de Caracol, El Tenazas, Niña de los Peines, Niño de Tetuán, Manuel Pavón, Niño de La Carolina, Carlos González, Rubia de las Perlas y Niño de Linares. Los guitarristas fueron Ramón Montoya, Sabicas, Patena y César González. Tuvo tremendo éxito, obteniendo El Niño de Marchena el primer premio por fandanguillos; el primer premio por malagueñas fue para el Niño de Tetuán, y Manuel Pavón lo obtuvo por soleares. A raíz de este éxito, se creó la Copa Pavón, en la que se enfrentaron los mejores cantaores de la época, como Miguel Escacena, Angelillo, Manuel Vallejo, Niño de Madrid, El Macareno, El Cojo de Málaga, El Mochuelo, Niño de Tetuán y Niño de Marchena, además de don Antonio Chacón fuera de concurso. Quedaron dos finalistas: Niño de Marchena y Manuel Vallejo, y el jurado se decantó por este último.
Días después, don Antonio Chacón le confesó al ganador: "Te he dado la Copa porque la mereces, pero La Vieja —por Niño de Marchena— ganará más dinero que tú".

### La semilla de la Ópera Flamenca (1920-1936)
En noviembre de 1929 estrenó en el Teatro Maravillas de Madrid la obra de Víctor Darriba, "En el valle de la pena". Intervinieron Pepita Lláser, El Sevillanito y Ramón Montoya Salazar acompañando al que se convertiría en el primer cantaor-actor de la historia. A esta idea se le suman grandes nombres del flamenco de la época como fueron Don Antonio Chacón, Niño Medina, Manuel Torre, La Niña de los Peines, José Cepero, Fernando el Herrero, Luisa Requejo, La Moreno, Manuel Pavón, El Niño Gloria o Cojo de Málaga entre otros.

### El cantaor más clonado
Al Niño de Marchena se le ha imitado más que a ningún otro. Tenemos datos de Niño de Marchena II, Marchena de Madrid, El Marchenilla de Aranjuez, Luquitas de Marchena, etc.

### La muerte del Niño de Jerez
El 21 de julio de 1933, tres días tras tener un concierto en Marchena, el genial Manuel Torre fallece de tuberculosis pulmonar. Buen amigo del Niño de Marchena, que tras la tragedia ayuda a la familia en ese momento difícil y se ocupa de los gastos del entierro del cantaor jerezano.

## Filmografía
- Paloma de mis amores (1935)[4] Primera película en la que interviene el Niño de Marchena, siendo acompañado por la bailarina Ana María y el guitarrista Ramón Montoya. Fue dirigida por Eduardo Roldán para Ediciones Cinearte, con guion de Mauricio Torres y música de Modesto Romero y Ramón Montoya.
- María del Carmen (1935)[5] Segunda película del Niño de Marchena. Dirigida por Marcel Gras y producida por HIAF, la película se desarrolla en un ambiente rural muy propio de la huerta murciana, con destacadas intervenciones de Marchena.
- La Dolores (1940)[6] Versión cinematográfica de la zarzuela del mismo título de Feliú y Codina, en la que el Niño de Marchena encarnó el papel del Sargento Rojas. El filme fue dirigido por Florián Rey y protagonizado por Concha Piquer.
- Martingala (1940)[7] Película basada en una obra de Felipe Sassone y Antonio Quintero y dirigida por Fernando Mignoni para los estudios CEA. Protagonizada por Pepe Marchena, Lola Flores, María del Carmen, Rafael Arcos y un largo reparto. Obtuvo un singular éxito de taquilla.
- Aires de Ronda (1943)- Sin estrenarse.[5]
- La reina mora (1955)[8] Rodada en ferrania-color en los estudios Chamartín para la productora Cervantes Films y dirigida por Raúl Alfonso, la película es una comedia basada en una zarzuela de los hermanos Quintero, con música del maestro Serrano y canciones de Quintero, León y Quiroga. El reparto lo compartió Pepe Marchena con Antoñita Moreno, Miguel Ligero, Antonio Riquelme y Casimiro Hurtado. Interviniendo artistas flamencos como José Cepero, Alberto Vélez, Benito de Mérida, Andrés Heredia o José Toledano.

| Películas            | Año  | Rol            |
| -------------------- | ---- | -------------- |
| Paloma de mis amores | 1935 |                |
| María del Carmen     | 1935 |                |
| La Dolores           | 1939 | Sargento Rojas |
| Martingala           | 1940 | Martín Gala    |
| Aires de Ronda       | 1943 |                |
| La Reina Mora        | 1955 | Esteban        |

## Discos de homenaje
En el año 2024 Sandra Carrasco con el acompañamiento de David de Arahal a la guitarra, publicó el disco Recordando a Marchena que rinde homenaje a la figura del cantaor Pepe Marchena (Niño de Marchena) y obtuvo el premio Expoflamenco al mejor álbum flamenco en 2024. La obra se vende acompañada por un libro de ciento cincuenta y seis páginas escrito por el crítico Manuel Martín Martín.

## Documentales
- Rito y Geografía del Cante: Pepe Marchena  (1973)
- Marchena, maestro de maestros (2013)

## Galardones
- Medalla de Oro por fandanguillos del Teatro Pavón. 1925
- Laurel de Oro. 1961
- Disco de Oro. 1963
- Medalla de Oro de la Villa de Marchena. 1974